# Amauris contracta
Amauris contracta är en fjärilsart som beskrevs av Talbot 1940. Amauris contracta ingår i släktet Amauris och familjen praktfjärilar. Inga underarter finns listade i Catalogue of Life.